# ウスキシロチョウ
ウスキシロチョウ（薄黄白蝶・学名Catopsilia pomona）は、シロチョウ科に属するチョウの一種。

## 特徴
近縁種ウラナミシロチョウに似るが、翅の裏にさざなみ模様がない点で見分けられる。雄は薄いレモン色、雌は薄い黄色。モンシロチョウよりかなり大きい。
幼虫期の生活環境で、翅の中央に小さな紋を持つ個体（ギンモン型）と、その紋がないもの（ムモン型）の2種類に分かれる。
亜熱帯および熱帯アジアとオーストラリアの一部に分布する。日本では沖縄本島以南のみ生息するが、まれに迷蝶として本土飛来する（迷蝶になるのはギンモン型）。

## 生活史
食草はマメ科ジャケツイバラ亜科のナンバンサイカチ、カリン、ハナモツヤクノキ、ハネセンナ、ハカマカズラ属、ツノクサネム属の植物など。暖かい南国に棲むため、生息域ではほぼ年中見られる。蛹または成虫で越冬。雑木林や山地よりもむしろ市街地や平野に多い。

## 画像

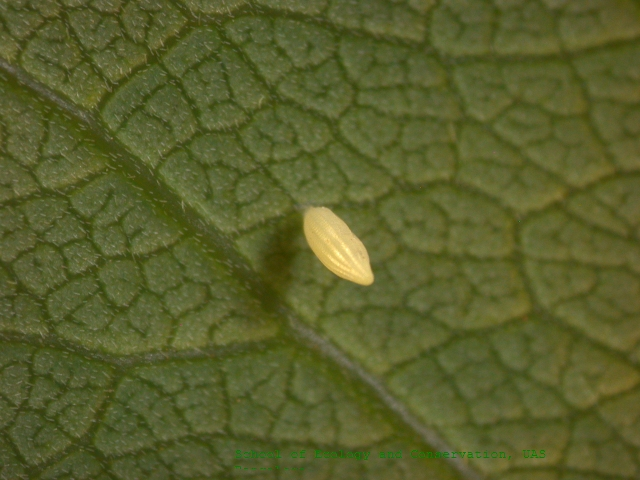
卵
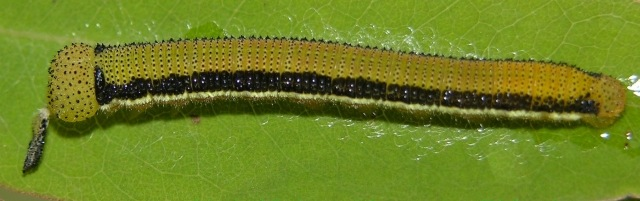
幼虫
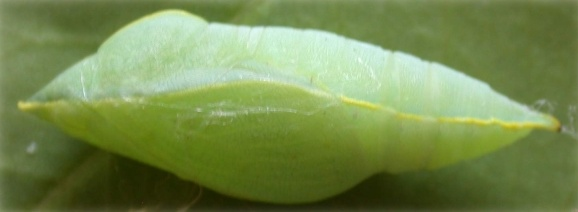
蛹
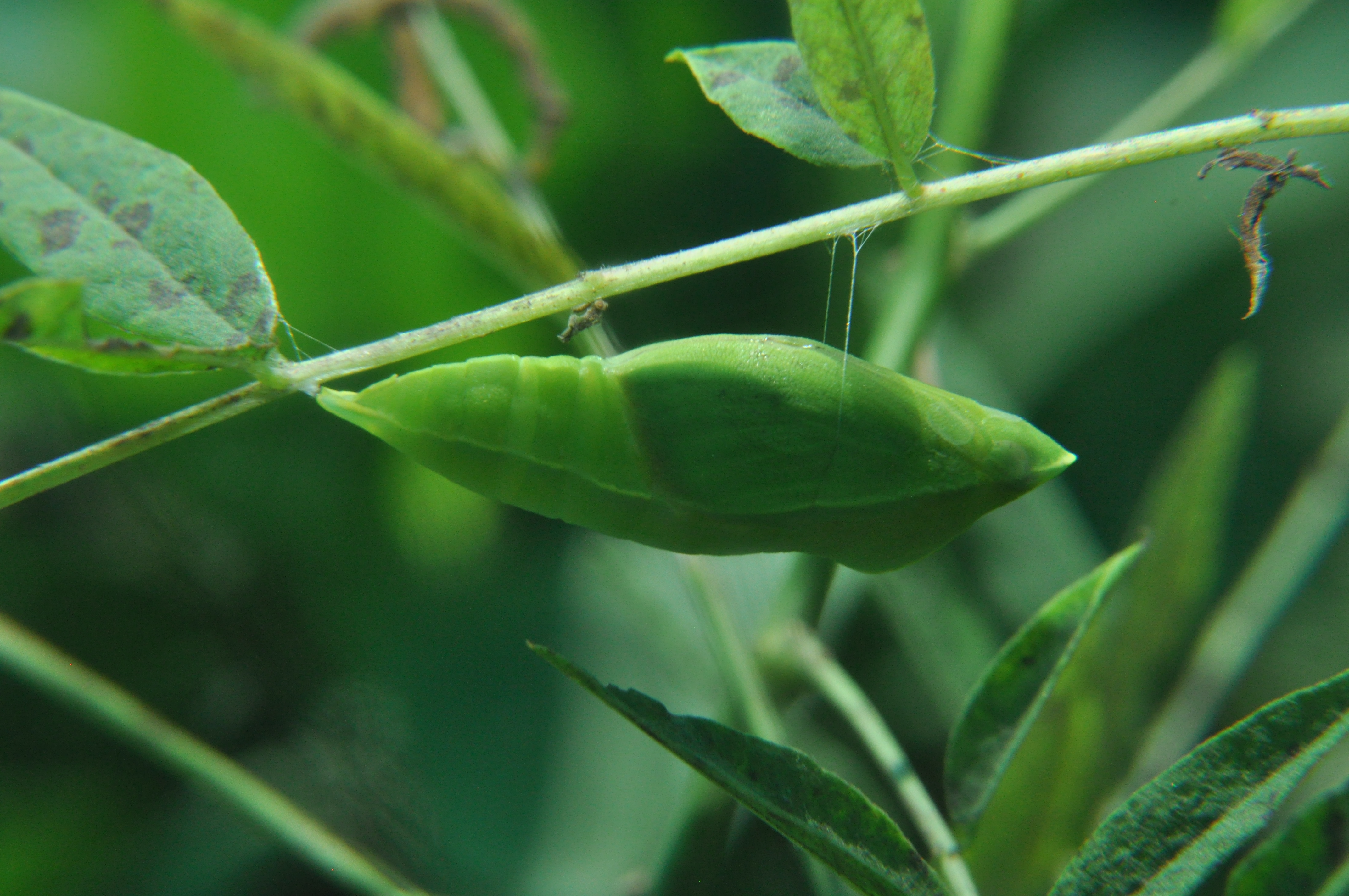
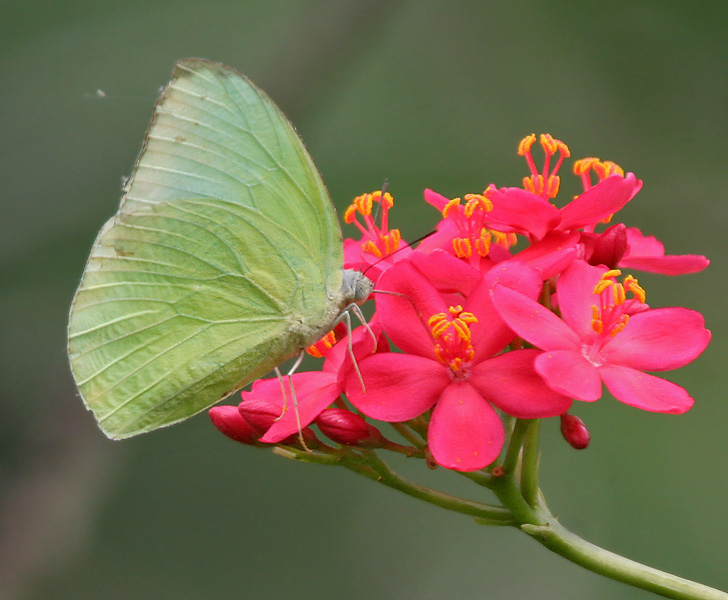
テイキンザクラにとまる雄
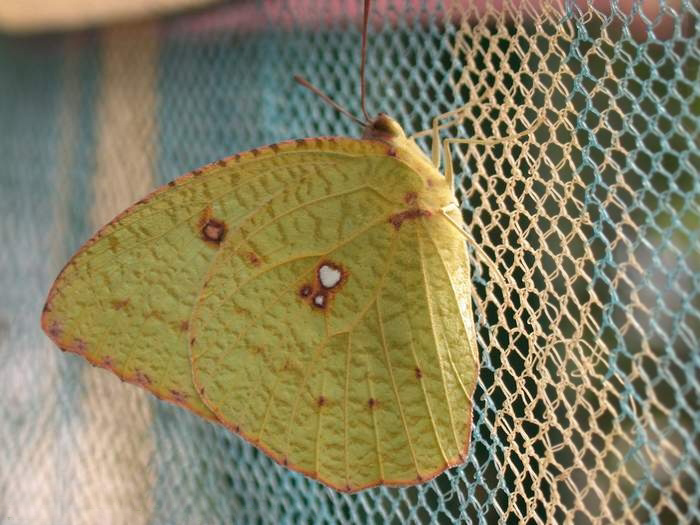
雌